# Castroviejo
Castroviejo är en kommun i Spanien. Den ligger i den autonoma regionen La Rioja i norra delen av landet, 230 km nordost om huvudstaden Madrid. Antalet invånare är 56 (2024).
Arean är 20,75 kvadratkilometer.